# Phylloscopus trivirgatus
A Phylloscopus trivirgatus a verébalakúak (Passeriformes) rendjébe, ezen belül a füzikefélék (Phylloscopidae) családjába és a Phylloscopus nembe tartozó faj. 10-11 centiméter hosszú. Délkelet-Ázsia hegyvidéki nedves erdős területein él. Többnyire rovarokkal táplálkozik. Februártól augusztusig költ, fészekalja 2-3 tojásból áll.

## Alfajai
- P. t. parvirostris (Stresemann, 1912) – Maláj-félsziget;
- P. t. trivirgatus (Strickland, 1849) – Szumátra, Jáva, Bali, Lombok, Sumbawa;
- P. t. kinabaluensis (Sharpe, 1901) – észak-Borneó;
- P. t. sarawacensis (Chasen, 1938) – észak- és északnyugat-Borneó;
- P. t.  benguetensis (Ripley & Rabor, 1958) – észak-Luzon;
- P. t.  nigrorum (Moseley, 1891) – dél-Luzon, Mindoro, Panay, Negros;
- P. t.  peterseni (Salomonsen, 1962) – Palawan;
- P. t.  diuatae (Salomonsen, 1953) – északkelet-Mindanao;
- P. t.  malindangensis (Mearns, 1909) – északnyugat-Mindanao;
- P. t.  flavostriatus (Salomonsen, 1953) – északközép-Mindanao;
- P. t.  mindanensis (E. J. O. Hartert, 1903) – dél-Mindanao.

## Fordítás
- Ez a szócikk részben vagy egészben  a   Mountain leaf warbler című angol Wikipédia-szócikk fordításán alapul.  Az eredeti cikk szerkesztőit annak laptörténete sorolja fel. Ez a jelzés csupán a megfogalmazás eredetét és a szerzői jogokat jelzi, nem szolgál a cikkben szereplő információk forrásmegjelöléseként.